# Circus Maximus (banda)
Circus Maximus é uma banda de metal progressivo originária de Oslo, Noruega. Seu som assemelha-se ao de bandas como A.C.T, Liquid Tension Experiment, Pain of Salvation, Evergrey, Queensrÿche, Symphony X e Dream Theater (Influência latente), entre muitas outras do gênero.

## História
No ano 2000, Michael Eriksen, os irmãos Mats Haugen e Truls Haugen, companheiros de longa data tocando juntos em outros projectos e bandas, somados ao tecladista Espen Storø e  o baixista Glen Cato Møllen, fundaram o quinteto Circus Maximus.
No início eram uma banda cover. Faziam parte de seu repertório composições de bandas como Dream Theater e Symphony X. Entretanto, a banda já começava a escrever suas próprias canções.
Depois de lançar duas fitas-demo, firmaram contrato com a dinamarquesa Intromental em abril de 2004, conhecida agência de bandas de heavy-metal, assinando imediatamente com a gravadora americana Sensory Records (que licenciou o álbum para distribuição européia pela gravadora Frontiers Records).
O seu álbum de estreia, chamado The 1st Chapter, foi lançado em maio de 2005, mixado em diversos estúdios na Noruega e na Dinamarca pelo produtor Tommy Hansen (Helloween, Pretty Maids, Wuthering Heights). Em novembro de 2005, o membro-fundador Espen Storø decidiu deixar a banda por razões pessoais desconhecidas e foi substituído no início de 2006 por Lasse Finbråten (ex-membro da banda norueguesa Tritonus).
Em 2007, foi lançado o segundo álbum, Isolate, e em 2012, o terceiro, Nine.

## Projectos paralelos
Actualmente Michael Eriksen também está envolvido num projecto chamado Carnívora, banda de hard rock que lançou seu primeiro trabalho, intitulado Judas, em 2004. Espen Storø também participa no projecto, além de participar na banda Ozzmosis, cover de Ozzy Osbourne. Em 2016, Michael foi escalado para participar do novo álbum do Ayreon, The Source.
Truls tocava numa banda de death metal chamada Insensata. Tocou contra-baixo numa banda de cyber-metal chamada Black Comedy durante alguns anos, e foi nessa banda que se decidiu realmente pelo seu instrumento actual.

## Membros
- Michael Eriksen: vocais
- Truls Haugen: bateria
- Mats Haugen: guitarras
- Glen Møllen: baixo
- Lasse Finbråten: teclados

### Ex-integrantes
- Espen Storø: teclados

## Discografia
Álbuns de estúdio
- The 1st Chapter (2005)
- Isolate (2007)
- Nine (2012)
- Havoc (2016)

Álbum ao vivo
- Havoc in Oslo (2017)